# Малер (народ)
Малер (альтернативные названия — сауриа пахариа, малто, раджмахали), один из индийских народов, обитающий в регионе Сантал Паргана штата Джаркханд в горах Раджмахал. Язык этого народа (малто) принадлежит дравидийской семье (северо-восточная группа).
По преданиям, малер пришли с юга Индии (с территорий современных штатов Карнатака или Тамилнад) вместе с ораонами, позже отделились от них и обосновались на современных территориях. Население составляет приблизительно 100 тыс. человек.
Традиционно занимаются подсечно-огневым земледелием. Небольшие поля возле селений (джот бари) обрабатывают плугом. На своих полях малер выращивают бобовые, просо, кукурузу, разводят свиней, коз и кур. Занимаются охотой и собирательством. Недавно начали выращивать травы сабаи, которые используют для производства бумаги.
Женщины традиционно носят сари, мужчины — дхоти и лунги.
Поселения обычно состоят из нескольких десятков деревянных однокамерных хижин.
Население деревни управляется панчаятом во главе с манджхи (старостой), объединением деревень управляет сардар. Сохранились дома для неженатой молодёжи (кодбаха).
Малер верят в духов (госаин); главный дух — Бедо госаин — связывается с солнцем; также практикуют культ предков.